# Museo de Bellas Artes de Murcia

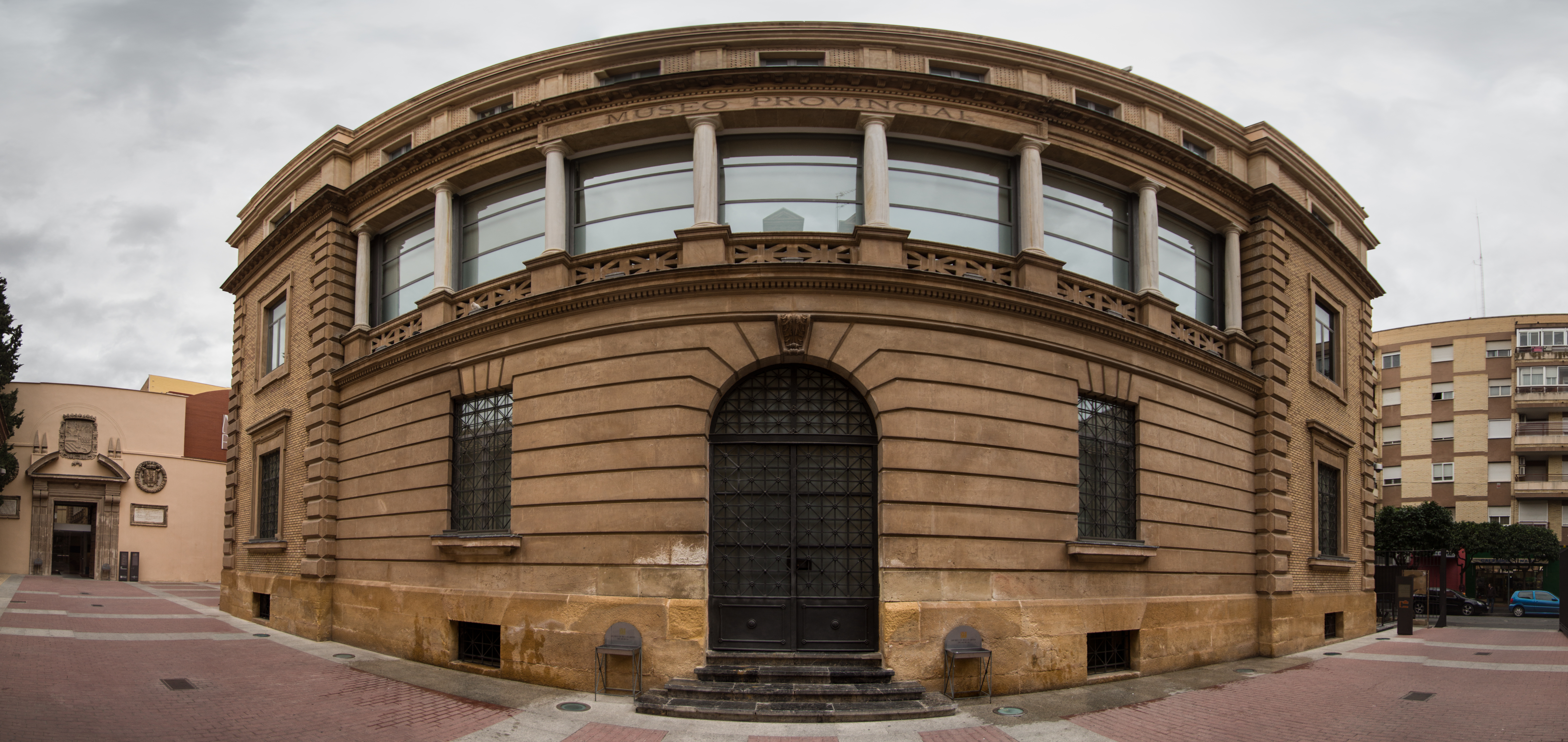
MUBAM

Het Museo de Bellas Artes de Murcia of MUBAM is een kunstmuseum in het Spaanse Murcia. Het museum werd  geopend in 1867. Tussen 2000 en 2005 werd het MUBAM heringericht. De collectie bestaat uit schilderkunst van onder anderen Zurbarán, Bartolomé Murillo, Juan de Valdés Leal,...